# Gare de Gobō
La gare de Gobō (御坊駅, Gobō-eki) est une gare ferroviaire de la ville de Gobō, dans la préfecture de Wakayama au Japon. La gare est gérée par les compagnies JR West et Kishu Railway.

## Situation ferroviaire
La gare de Gobō est située au point kilométrique (PK) 326,3 de la ligne principale Kisei. Elle marque le début de la ligne Kishu Railway.

## Histoire
La gare est inaugurée le 21 avril 1929.

## Service des voyageurs

### Accueil
La gare dispose d'un bâtiment voyageurs, avec guichet, ouvert tous les jours.

### Desserte

#### Kishu Railway
- Ligne Kishu Railway :
  - voie 0 : direction Nishi-Gobo

#### JR West
- Ligne principale Kisei (ligne Kinokuni) :
  - voies 1 et 2 : direction Wakayama, Tennoji et Osaka
  - voies 2 et 3 : direction Kii-Tanabe et Shingū